# Pierre Kezdy

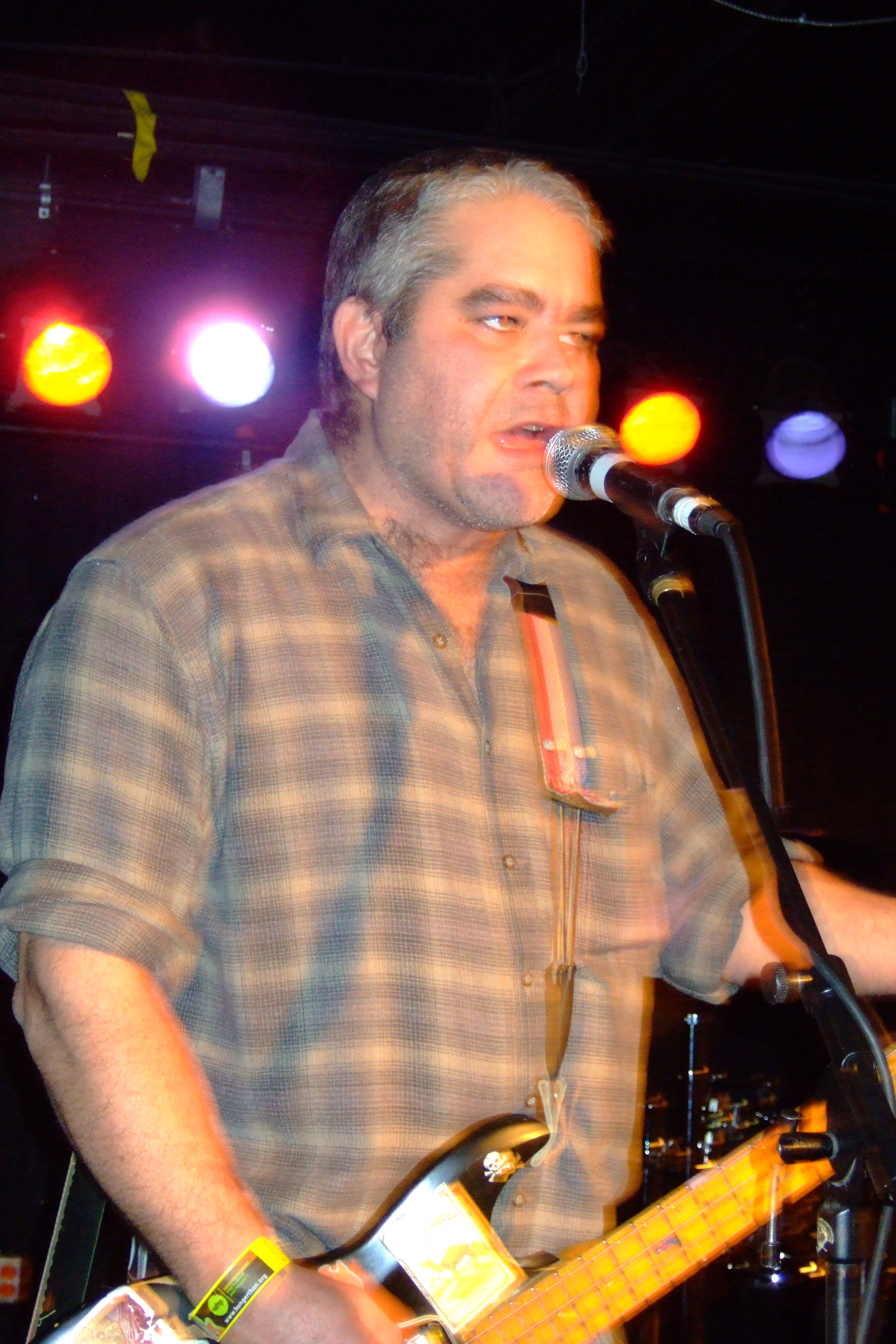
Pierre Kezdy (2007)

Pierre Kezdy (* 4. Januar 1962 in Chicago, Illinois; † 9. Oktober 2020 in Glenview, Illinois) war ein US-amerikanischer Bassist. Er spielte für mehrere Punk-Bands der sogenannten Chicago-Hardcore-Szene, unter anderem für Naked Raygun und für Pegboy.

## Biografie
Pierre Kezdy wurde in Chicago geboren. Sein älterer Bruder John ist ebenfalls Musiker; er wurde als Frontman der Punkband The Effigies bekannt. Pierre Kezdy war gelernter Installateur. Einer Quelle zufolge arbeitete er parallel zu seiner Musikerkarriere, die etwa 1979 begann, jahrzehntelang kontinuierlich weiter in diesem Beruf.
Kezdy lebte in Evanston, Illinois, einem Vorort Chicagos. Er war mit Heather Kezdy verheiratet. Aus der Ehe gingen vier Kinder hervor.
2011 erlitt Kezdy einen Schlaganfall, infolge dessen er sich für zwei Jahre von der Bühnenarbeit zurückziehen musste. Im Anschluss daran entwickelte Kezdy eine Depression. In seinen letzten Lebensjahren litt er an einer Krebserkrankung. Im September 2020 startete der Naked-Raygun-Manager Lou Lombardo eine Fundraising-Kampagne, mit der die Mittel für die steigenden Behandlungskosten eingeworben werden sollten. Im Alter von 58 Jahren starb Kezdy am 9. Oktober 2020 in einem Krankenhaus in Glenview an seiner Krebserkrankung.

## Musik
Kezdys Musikerkarriere begann 1979 oder 1980, als er in der neu formierten Punkband Strike Under die Rolle des Bassisten übernahm. 1981 erschien mit der EP Immediate Action die einzige Schallplatte der Band. Kedzy spielte auf allen fünf Titeln den Bass. Obwohl Strike Under nur bis 1981 bestand, gilt die Band als einflussreich; sie wurde rückblickend als „Archetyp des Chicago Hardcore“ bezeichnet. Als der Leadsänger Strike Under verließ, gründeten die verbliebenen Bandmitglieder, unter ihnen Kezdy, das Nachfolgeprojekt Trial by Fire, das nach nur einem Jahr wieder aufgelöst wurde. 1985 schloss Kezdy sich Naked Raygun an, wo er Camillo Gonzalez ersetzte. Er spielte erstmals auf All Rise, dem 1986 erschienenen zweiten Album der Band, und blieb bis zu ihrer Auflösung 1992. Für Naked Raygun schrieb Kezdy einige erfolgreiche Lieder wie Vanilla Blue, das 1987 als Single und 1988 auf dem Album Jettison veröffentlicht wurde, und Home (Raygun…Naked Raygun, 1990).
1994 wechselte Kezdy zu Pegboy, einer in Chicago ansässigen Punkband, die der ehemalige Naked-Raygun-Gitarrist John Haggerty und dessen Bruder Joe vier Jahre zuvor gegründet hatten. Kezdy blieb mehr als ein Jahrzehnt lang Pegboys Bassist. Als sich Naked Raygun 2007 wieder zusammenfand, schloss sich Kezdy erneut seiner alten Band an; seine Rolle bei Pegboy übernahm Mike Thompson. Für 2016 kündigte Naked Raygun ein neues Studioalbum unter Mitwirkung Kezdys an; mit Ausnahme des Stücks Broken Things wurden aber bis 2020 keine Aufnahmen veröffentlicht.
Vorübergehend spielte Kezdy auch in anderen Bands, darunter Rainbow Girls (zusammen mit seinem Bruder John) und Arsenal.
2007 wurde Kezdy für den Dokumentarfilm You Weren’t There: A History of Chicago Punk, 1977–1984 interviewt.